# Andrea James
Andrea Jean James (nascida em 16 de janeiro de 1967) é uma activista dos direitos dos transgéneros, produtora de cinema e bloguista americana.

## Educação
James cresceu em Franklin, Indiana, e frequentou o Wabash College, onde se formou em inglês, latim e grego. Depois de se formar em 1989, ela obteve um MA em Língua Inglesa e Literatura pela Universidade de Chicago.

## Escrita e activismo

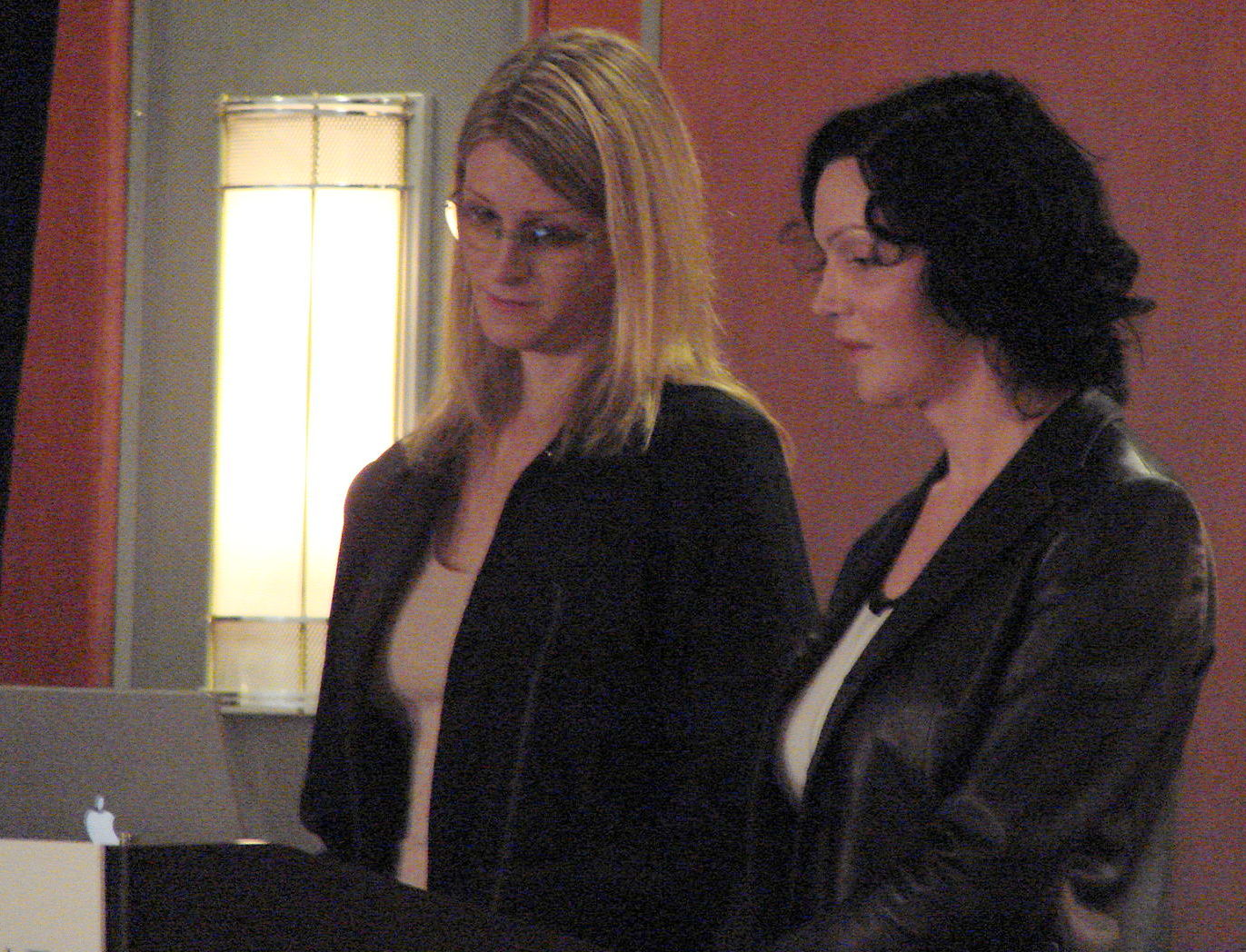
James e Calpernia Addams no Out and Equal Workplace Summit, 2006

James escreve sobre direitos do consumidor, tecnologia, cultura pop e direitos LGBT. Ela contribuiu para Boing Boing, QuackWatch, eMedicine, The Advocate, The Huffington Post e Wikipedia.
Junto com Lynn Conway e Deirdre McCloskey, James foi uma figura impulsionadora nos protestos - descrito em 2007 como "um dos exemplos mais organizados e unificados de activismo transgénero visto até hoje" livro de J. Michael Bailey, The Man Who Would Be Queen (2003). No livro, Bailey argumenta que existem duas formas de transexualismo: uma variante da homossexualidade masculina e a outra um interesse sexual masculino em ter um corpo feminino, uma taxonomia que os críticos consideram imprecisa e prejudicial. James argumentou que o livro é uma narrativa de cura, emoldurada por um relato de caso sobre uma criança de seis anos, que exemplifica a exploração académica de pessoas trans.
A disputa ficou acalorada quando James postou uma página em seu site contendo fotos dos filhos de Bailey, ao lado de legendas sexualmente explícitas que citavam ou parodiam o material do livro de Bailey. Bailey a acusou de assédio, assim como Alice Dreger, uma colega de Bailey na Northwestern University; Dreger tentou impedir James de falar no campus sobre a polémica. James respondeu que a página tinha a intenção de ecoar o que ela viu como o desrespeito de Bailey para com as crianças com variações de género.